# Romolo Costa
Romolo Costa (Asti, 26 febbraio 1897 – Roma, 1º gennaio 1965) è stato un attore e doppiatore italiano.

## Biografia
Ingegnere mancato, dopo aver esordito come attore di teatro, riuscì a ottenere dei lavori anche nel cinema, specializzandosi in ruoli da caratterista in una lunga serie di film comico brillanti, interpretati nel decennio 1930-1940. Soprattutto in questi anni fu un doppiatore assai richiesto e lavorò per la Cooperativa Doppiatori Cinematografici (C.D.C.) fin dalla sua costituzione, prestando la voce ad attori come Clark Gable, John Wayne, Gary Cooper, Fred MacMurray e Fredric March.
Molto frequenti i lavori radiofonici sia EIAR che Rai, per la prosa, sia nelle commedie che nei radiodrammi, dall'inizio degli anni trenta sino ai sessanta.
Nel dopoguerra la sua attività cinematografica rallentò e si dedicò maggiormente al teatro ed alla televisione.
Nel 1950 prende parte al primo Festival dell'Operetta del Teatro Verdi di Trieste al Castello di San Giusto, diretto da Cesare Gallino come Barone Mirko Zeta ne La vedova allegra e il professor Hinzelmann ne Al cavallino bianco.
Nel 1964 fece parte del cast dello sceneggiato Rai, diretto da Giacomo Vaccari, Mastro Don Gesualdo.
Morì a Roma nel Capodanno 1965.

## Filmografia

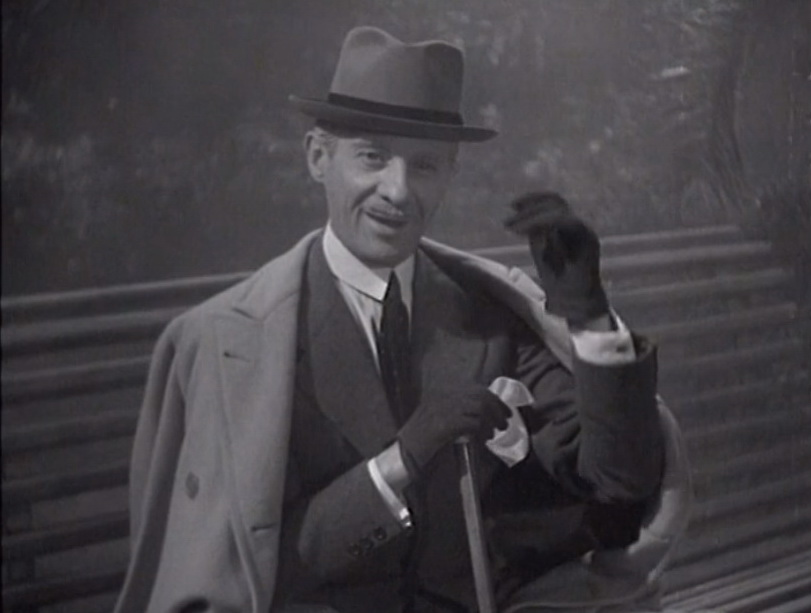
Romolo Costa in una scena del film Un marito per il mese d'aprile (1941)

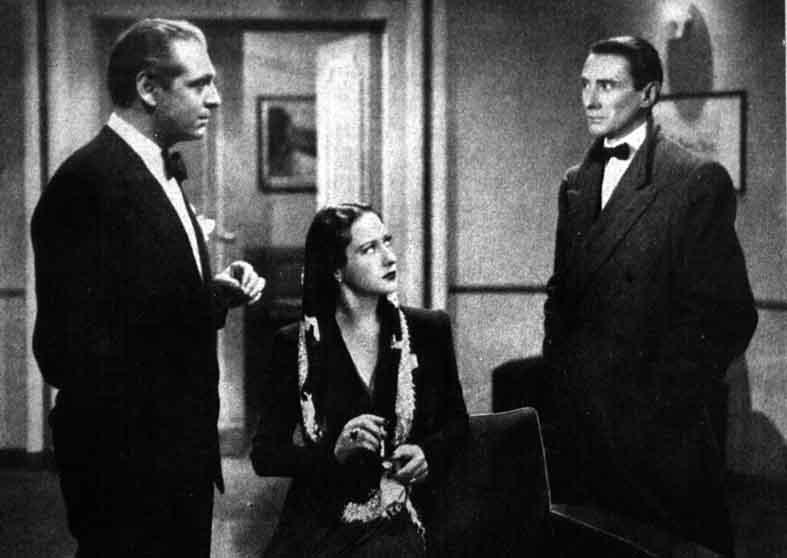
Mino Doro, Germana Paolieri e Romolo Costa in una scena del film Si chiude all'alba di Nino Giannini (1945)

- Pergolesi, regia di Guido Brignone (1932)
- Al buio insieme, regia di Gennaro Righelli (1933)
- Acciaio, regia di Walter Ruttmann (1933)
- Cento di questi giorni, regia di Mario Camerini (1933)
- Come le foglie, regia di Mario Camerini (1934)
- Teresa Confalonieri, regia di Guido Brignone (1934)
- Aldebaran, regia di Alessandro Blasetti (1935)
- Darò un milione, regia di Mario Camerini (1935)
- Lorenzino de' Medici, regia di Guido Brignone (1935)
- L'aria del continente, regia di Gennaro Righelli (1935)
- Re burlone, regia di Enrico Guazzoni (1935)
- Come le foglie, regia di Mario Camerini (1935)
- L'ambasciatore, regia di Baldassarre Negroni (1936)
- Arma bianca, regia di Ferdinando Maria Poggioli (1936)
- La damigella di Bard, regia di Mario Mattoli (1936)
- Il corsaro nero, regia di Amleto Palermi (1937)
- Ho perduto mio marito, regia di Enrico Guazzoni (1937)
- Il signor Max, regia di Mario Camerini (1937)
- Il dottor Antonio, regia di Enrico Guazzoni (1937)
- Il destino in tasca, regia di Gennaro Righelli (1938)
- Le due madri, regia di Amleto Palermi (1938)
- Hanno rapito un uomo, regia di Gennaro Righelli (1938)
- Marionette, regia di Carmine Gallone (1938)
- Partire, regia di Amleto Palermi (1938)
- Fuochi d'artificio, regia di Gennaro Righelli (1938)
- Terra di fuoco, regia di Giorgio Ferroni e Marcel L'Herbier (1939)
- La voce senza volto, regia di Gennaro Righelli (1939)
- Batticuore, regia di Mario Camerini (1939)
- L'eredità in corsa, regia di Oreste Biancoli (1939)
- Il cavaliere di San Marco, regia di Gennaro Righelli (1939)
- Il ladro sono io!, regia di Flavio Calzavara (1939)
- Marionette, regia di Carmine Gallone (1939)
- Le educande di Saint-Cyr, regia di Gennaro Righelli (1939)
- Diamanti, regia di Corrado D'Errico (1939)
- Due milioni per un sorriso, regia di Carlo Borghesio e Mario Soldati (1939)
- Due occhi per non vedere, regia di Gennaro Righelli (1939)
- L'amore si fa così, regia di Carlo Ludovico Bragaglia (1939)
- Retroscena, regia di Alessandro Blasetti (1939)
- Mille chilometri al minuto!, regia di Mario Mattoli (1939)
- Melodie eterne, regia di Carmine Gallone (1940)
- Incanto di mezzanotte, regia di Mario Baffico (1940)
- La granduchessa si diverte, regia di Giacomo Gentilomo (1940)
- Forse eri tu l'amore, regia di Gennaro Righelli (1940)
- Vento di milioni, regia di Dino Falconi (1940)
- Oltre l'amore, regia di Carmine Gallone (1940)
- Villa da vendere, regia di Ferruccio Cerio (1941)
- Il signore a doppio petto, regia di Flavio Calzavara (1941)
- Un marito per il mese d'aprile, regia di Giorgio Simonelli (1941)
- C'è un fantasma nel castello, regia di Giorgio Simonelli (1941)
- Una volta alla settimana, regia di Ákos Ráthonyi (1942)
- La fortuna viene dal cielo, regia di Ákos Ráthonyi (1942)
- Un colpo di pistola, regia di Renato Castellani (1942)
- Rossini, regia di Mario Bonnard (1942)
- L'usuraio, regia di Harry Hasso (1943)
- Gioco d'azzardo, regia di Parsifal Bassi (1943)
- Si chiude all'alba, regia di Nino Giannini (1944)
- La signora è servita, regia di Nino Giannini (1945)
- Canzoni per le strade, regia di Mario Landi (1950)
- Miracolo a Viggiù, regia di Luigi Giachino (1951)
- La nave delle donne maledette, regia di Raffaello Matarazzo (1953)
- La voce che uccide, regia di Aldo Colombo (1956)

## Prosa radiofonica Rai
- Tristi amori di Giuseppe Giacosa, regia di Eugenio Salussolia, trasmessa il 9 aprile 1957.

## Prosa televisiva Rai
- Tristi amori di Giuseppe Giacosa, regia di Claudio Fino, trasmessa il 1º ottobre 1954.
- La damigella di Bard di Salvator Gotta, regia di Claudio Fino, trasmessa nel 1955.
- Io sono Gionata Scrivener di Claude Houghton, regia di Mario Landi, trasmessa il 9 ottobre 1955.
- Cesare e Cleopatra, regia di Franco Enriquez, trasmessa il 25 maggio 1956.
- Un cappello di paglia di Firenze di Eugène Labiche, regia di Corrado Pavolini, trasmessa il 6 gennaio 1956.
- Passo falso, originale televisivo di Philip Levene, regia di Vittorio Cottafavi, trasmesso  il 15 giugno 1960.
- Il mondo è una prigione, regia di Vittorio Cottafavi (1962)
- Il piccolo caffè, commedia di Tristan Bernard, regia di Vittorio Cottafavi, trasmessa l'11 febbraio 1963.

## Teatro
- Maya di Simon Gantillon, regia di Orazio Costa, prima al Teatro Eliseo di Roma il 24 novembre 1945.
- Il medico delle donne di Alfredo Bracchi, regia di Romolo Costa, prima al Teatro Manzoni di Milano il 4 agosto 1955.
- Papà mio marito di Hennequin e Mitchel, regia di Ugo Tognazzi, prima al Teatro Manzoni di Milano, il 17 agosto 1956.

## Doppiaggio
- Gary Cooper in È arrivata la felicità, La dama e il cowboy e nei doppiaggi originali di Per chi suona la campana, I lancieri del Bengala, Anime sul mare, Desiderio, L'idolo delle folle L'uomo del West, Colpo di fulmine, Notte di nozze
- Clark Gable in La danza di Venere e nei doppiaggi originali di Incatenata, Gelosia
- Fred MacMurray in I cavalieri del Texas
- George Raft in Spavalderia